# سونار

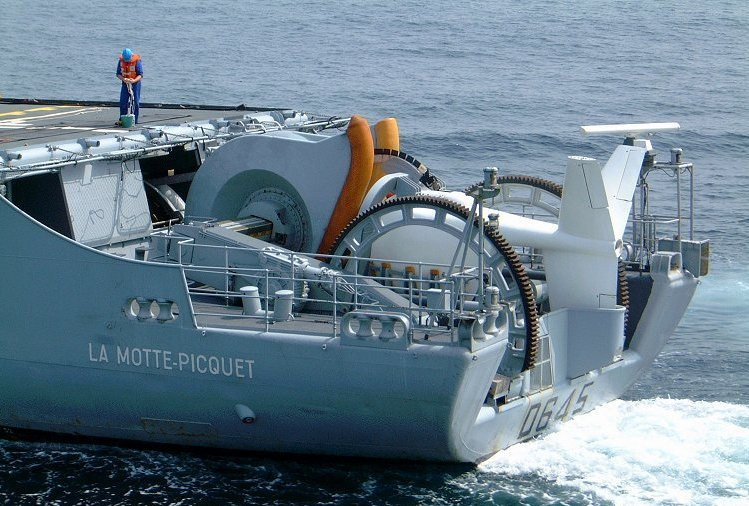
السفينة الفرنسية (Motte-Picquet) ومجهز بها سونار من نوع مسمى (VDS) Variable Depth Sonar

السونار أو نظار سبر بالصدى (بالإنجليزية: sonar)‏ هو تقنية انتشار الصوت وتستخدم عادة في البحر لاكتشاف ما تحت الماء والاتصال والكشف عن الآثار أو الأجسام تحت البحر، وأيضا ما يسمى الكشف الصوتي (acoustic location). وقد كان يستخدم قبل اكتشاف الرادار. وهو نوعان: السونار الـمُنفعل (الـمُستقبِل للموجات الصوتية) والسونار النشط (الـمُنتج للموجات الصوتية). ومصطلح سونار يستخدم للأدوات أو الآلات التي تنتج وتستقبل الموجات الصوتية، وقد يستخدم جوّاً للملاحة الآلية. أما السودار (SODAR) فهو سونار هوائي يستخدم في الفحص الجوي. كلمة سونار تعني (SOund Navigation And Ranging) وتستخدم موجات صوتية طيفها يتراوح من تحت السمعي إلى فوق الصوتي. وتُعرف دراسة الأصوات تحت الماء بعلم الصوتيات تحت المائية (underwater acoustics) أو (hydroacoustics).
تاريخ التطور: في عام 1490م ذكر العالم ليناردو دافينشي مصطلح السونار المستقبل. فإذا ما قمت بتغطيس ماسورة مياه من جهة واحدة في مياه البحر ووضع أذنك على الجهة الأخرى، يمكنك سماع صوت السفن المبحرة عن بعد.
و لكن يبقي من غير المؤكد إذا ما كان دافينشي قد طبق هذه التجربة لأن صوت السفن بدون موتور يكون منخفضاً. مع العلم بأنه كان بإمكانه سماع صوت المجاديف أو أصوات أخرى صادرة من تلك السفن المبحرة.

## تأثير السونار على الحياة البحرية
أظهرت الأبحاث أن استخدام السونار النشط يمكن أن يؤدي إلى جنوح جماعي للثدييات البحرية. في بعض الحالات، تتقطع السبل بالحيتانيات بعد فترة وجيزة من نشاط السونار العسكري في المنطقة؛ ما يشير إلى وجود صلة. وقد ثبت أن الحيتان المنقارية هي أكثر ضحايا الجنوح شيوعاً، وهي حساسة للغاية تجاه السونار النشط متوسط التردد. كما تم تطوير النظريات التي تصف كيفية تسبب السونار في موت الحيتان بعد أن اكتشف التشريح إصابات داخلية لدى الحيتان التي تتقطع بها السبل.